# Die Vermessung der Welt (Film)
Die Vermessung der Welt ist ein deutsch-österreichischer 3D-Spielfilm aus dem Jahr 2012 unter der Regie von Detlev Buck. Es handelt sich um die Verfilmung des gleichnamigen Romans Die Vermessung der Welt von Daniel Kehlmann aus dem Jahr 2005.

## Handlung
Der Film schildert das Leben des genialen Mathematikers Carl Friedrich Gauß und des wissbegierigen Naturforschers Alexander von Humboldt, von denen jeder auf seine Weise der Menschheit zu mehr Wissen verhilft. Während Alexander von Humboldt die große, weite Welt bereist und Landschaft, Flora und Fauna erforscht, kommt Carl Friedrich Gauß in seinem vertrauten Umfeld aus sich heraus zu herausragenden neuen mathematischen Erkenntnissen.

## Hintergrund
Drehorte waren in Deutschland u. a. Görlitz und Hoppenrade in der Prignitz, Österreich sowie Ecuador.
Der Film kam am 25. Oktober 2012 in die deutschen Kinos und wurde in der ersten Woche von 189.740 Zuschauern gesehen. Bis Jahresende erreichte die Literaturverfilmung mit 625.501 (576.370) Besuchern insgesamt Platz 10 der meistgesehenen deutschen Kinoproduktionen und Platz 54 aller Produktionen des Jahres 2012 in Deutschland.
Die DVD-Veröffentlichung erfolgte am 28. März 2013. Das Erste sendete den Film in deutscher Erstausstrahlung am 5. Januar 2015.
Der als Abspannmusik zu hörende Titel Dark Black stammt von der Musikerin Kristina Train.

## Kritiken
„Solide gespielt und üppig ausgestattet, findet die Verfilmung des Romans von Daniel Kehlmann zu keiner eigenständigen Bildsprache und verharrt im Äußerlich-Illustrativen.“

„Der Film ist größtenteils wirklich sehenswert, aus den Bildern sprechen Lebensfreude und der Wagemut, aufs Ganze zu gehen. Allein: Mit dem Witz und dem Charme der Buchvorlage hat das rein gar nichts zu tun. […] Das ist unangenehm eitel, aber letztlich symptomatisch für einen Film, der nicht mit seinen Mitteln hauszuhalten weiß – der bei den Bildern aus dem Vollen schöpft, aber erzählerisch nichts zu bieten hat.“

„‚Unverfilmbar‘ nannte Kehlmann sein Buch. Er hat daraus eine radikale Konsequenz gezogen. Er erzählt die Geschichte seiner beiden Schlauberger noch einmal fast völlig neu – und macht daraus die vergnügungssüchtigste Filmversion, die einer deutschen Schullektüre je widerfahren ist.“

„Bucks Film ist eine Bilderflut, aber kein Kino. Niemand kann sich zwei Stunden lang an Naturaufnahmen begeistern und dabei auch noch zwei Nachwuchsschauspielern zusehen, die sich ungelenk durch eine Geo-Reportage bewegen. Vermutlich wird der Film binnen Kurzem an der Kinokasse floppen. Er gehört ja in Wirklichkeit auch ins Feiertagsprogramm des Fernsehens, am besten am zweiten Weihnachtstag. Nach einer Viertelstunde zappt man ihn dann weg und denkt noch: ‚Vielleicht sähe er in 3-D irgendwie besser aus.‘“

„Der Film will […] kulturelles Gut aus dem Schriftstellerischen in geeignetes Kino-Gut von heute überführen. Dabei soll man etwas lernen, […]. Und da haben wir es wieder – das unmögliche deutsche Lehrer-, Lern-, und Botschaftskino. Dieses atemvolle und dabei oftmals so leere Aufgepasst-Kino mit diesen Hab-Acht-Motiven und den vielen pädagogischen Ausrufungszeichen! Und auch immer wieder mit diesen theoretischen Erklärungen aus dem Off (hier von Christoph Waltz), die gerade das mit Worten beschreiben, was bildlich nicht gezeigt wird. Eine fürchterliche, weil viel zu trockene Art von Bewegungskino. Hochlangweilig. Ganz staubig.“

NB: Der Erzähler aus dem Off ist Daniel Kehlmann, nicht Christoph Waltz.
Die Deutsche Film- und Medienbewertung (FBW) verlieh dem Film das Prädikat besonders wertvoll:

„Ein visuell ausdrucksstarker, kluger und über die Maßen unterhaltsamer Film über neue Welten und alte Weisheiten.“

## Auszeichnungen
- 2013: Österreichischer Filmpreis für Thomas Oláh (Bestes Kostümbild), Monika Fischer-Vorauer und Michaela Oppl (jeweils bestes Maskenbild)
- 2013: Romy-Nominierungen für Sunnyi Melles und Florian David Fitz als „Beliebteste Schauspieler“
- 2013: Nominierung für den New Faces Award für Albrecht Abraham Schuch als „Bester Nachwuchsschauspieler“
- 2013: Nominierungen für den Deutschen Filmpreis für Thomas Oláh (Bestes Kostümbild), Udo Kramer (Bestes Szenenbild) und den Publikumspreis (Bester Film)